# Gunderamgambiet
Het Gunderamgambiet is in de opening van een schaakpartij een variant binnen de koningspionopeningen. Het gambiet is ingedeeld bij de open spelen.
Het gambiet heeft de volgende beginzetten: 1.e4 e5 2.Pf3 c6.
Eco-code C 40.
Dit gambiet is ook bekend onder de naam Schneidergambiet.

## Damegambiet

### Uitleg
Er is ook een Gunderamgambiet in de schaakopening geweigerd damegambiet, ingedeeld bij de gesloten spelen.
De beginzetten zijn: 1.d4 d5 2.c4 e6 3.Pc3 Lb4 4.e4.
Eco-code D 31.
De Duitse schaker Gunderam heeft deze variant geanalyseerd, vandaar dat die Gunderamgambiet genoemd wordt. Als zwart het paard ruilt, krijgt wit een nare pionnenstelling.

### Statistiek
Van dit gambiet zijn slechts 5 partijen bekend; het is dus niet geliefd bij schakers.